# Georges Rayet
Georges-Antoine-Pons Rayet (Bordeaux, 12 de dezembro de 1839 — 14 de junho de 1906) foi um astrônomo francês.
Começou a trabalhar no Observatório de Paris em 1863. Especializou-se no então novo campo da espectroscopia.
Foi fundador e diretor do Observatório de Bordeaux durante mais de 25 anos, até falecer.
Descobriu as estrelas Wolf-Rayet juntamente com Charles Wolf em 1867.

## Obituários
- AN 172 (1906) 111//112 (in French)
- ApJ 25 (1906) 53
- Obs 29 (1906) 332 (one paragraph)
- PASP 18 (1906) 280 (one sentence)